# Paroisse de Saint-Hilaire
Pour les articles homonymes, voir Hilaire et Saint-Hilaire.
La paroisse de Saint-Hilaire est à la fois une paroisse civile et un ancien district de services locaux (DSL) canadien du comté de Madawaska, au nord-ouest du Nouveau-Brunswick. Elle comptait 528 habitants en 2001.

## Toponyme
La paroisse est nommée ainsi en l'honneur d'Hilaire Cyr, qui donna un terrain pour la construction de l'église catholique, en 1868. L'église est elle-même nommée en l'honneur de Hilaire de Poitiers.

## Géographie

Situation de la Paroisse de Saint-Hilaire dans le comté de Madawaska.

La paroisse comprend le hameau de Riceville.
La paroisse de Saint-Hilaire est généralement considérée comme faisant partie de l'Acadie, quoique l'appartenance des Brayons à l'Acadie fasse l'objet d'un débat.

## Histoire
Riceville est fondé en 1872 par des Acadiens originaires de la région, grâce à la Free Grants Act (Loi sur les concession gratuites).
La municipalité du comté de Madawaska est dissoute en 1966. La paroisse de Saint-Hilaire devient un district de services locaux en 1967.

## Économie
Entreprise Madawaska, membre du Réseau Entreprise, a la responsabilité du développement économique.

## Administration

### Comité consultatif
En tant que district de services locaux, la paroisse de Saint-Hilaire est en théorie administré directement par le Ministère des Gouvernements locaux du Nouveau-Brunswick, secondé par un comité consultatif élu composé de cinq membres dont un président. Il n'y a actuellement aucun comité consultatif. Cette paroisse contient aussi la municipalité de Saint Hilaire qui est administré par un conseil municipal depuis 1967.

### Commission de services régionaux
La paroisse de Saint-Hilaire fait partie de la Région 1, une commissions de services régionaux (CSR) devant commencer officiellement ses activités le 1er janvier 2013. Contrairement aux municipalités, les DSL sont représentés au conseil par un nombre de représentants proportionnels à leur population et leur assiette fiscale. Ces représentants sont élus par les présidents des DSL mais sont nommés par le gouvernement s'il n'y a pas assez de présidents en fonction. Les services obligatoirement offerts par les CSR sont l'aménagement régional, l'aménagement local dans le cas des DSL, la gestion des déchets solides, la planification des mesures d'urgence ainsi que la collaboration en matière de services de police, la planification et le partage des coûts des infrastructures régionales de sport, de loisirs et de culture ; d'autres services pourraient s'ajouter à cette liste.

### Représentation et tendances politiques
Nouveau-Brunswick : La paroisse de Saint-Hilaire fait partie de la circonscription provinciale de Madawaska-les-Lacs, qui est représentée à l'Assemblée législative du Nouveau-Brunswick par Yvon Bonenfant, du Parti progressiste-conservateur. Il fut élu en 2010.
 Canada : La paroisse de Saint-Hilaire fait partie de la circonscription fédérale de Madawaska—Restigouche, qui est représentée à la Chambre des communes du Canada par Jean-Claude D'Amours, du Parti libéral. Il fut élu lors de la 38e élection générale, en 2004, puis réélu en 2006 et en 2008.

## Vivre dans la paroisse de Saint-Hilaire
Le détachement de la Gendarmerie royale du Canada le plus proche est à Clair. Le bureau de poste le plus proche est quant à lui à Baker-Brook. L'hôpital régional d'Edmundston dessert la région.
Les francophones bénéficient du quotidien L'Acadie nouvelle, publié à Caraquet, ainsi qu'à l'hebdomadaire L'Étoile, de Dieppe. Ils ont aussi accès aux hebdomadaires Le Madawaska et La République, d'Edmundston. Les anglophones bénéficient des quotidiens Telegraph-Journal, publié à Saint-Jean, et The Daily Gleaner, publié à Fredericton.